# Neocrítica

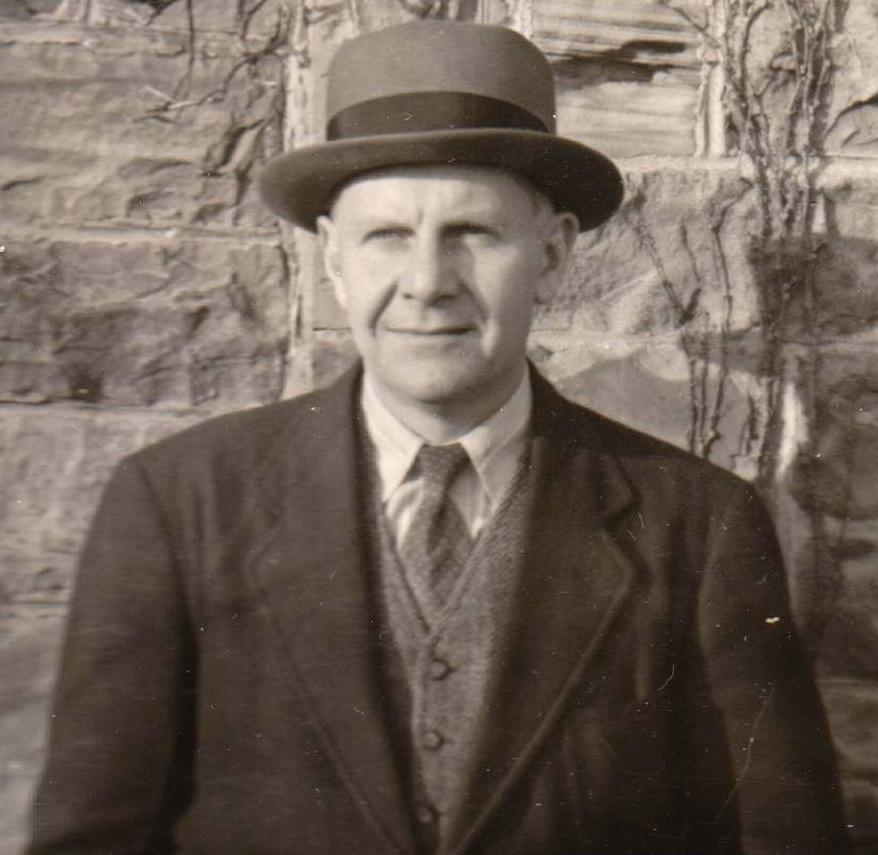
John Crowe Ransom em 1941.

A Neocrítica, também chamada de Nova Crítica, é um movimento inicial da teoria literária surgido nos anos 20 nos Estados Unidos. Ele propõe a separação do texto e do autor a fim de que o texto seja objeto em si mesmo. Rompe com biografismo da crítica de então, mas rejeita também a análise literária a partir de contextos sociais ou culturais. Por isso dizemos que se enquadra na Corrente Textualista dos estudos literários.
Um dos conceitos mais conhecidos destes teóricos é o Leitura Atentiva, leitura analítica e minuciosa do texto preconizada por T.S. Eliot. O movimento recebeu esse nome em homenagem ao livro de John Crowe Ransom, The New Criticism, de 1941. Ransom é considerado um dos fundadores da escola New Criticism de crítica literária

## Conceitos principais
A noção de ambiguidade é um conceito importante dentro da Neo Crítica; muitos Neo Críticos importantes ficaram encantados acima de tudo pela capacidade com que um "texto" pode demonstrar múltiplos significados simultaneamente. Nos anos 30, I.A. Richards pegou emprestado o termo "sobredeterminação" de Sigmund Freud (que Louis Althusser iria depois reviver na teoria política Marxista) para referir-se aos múltiplos significados que ele acredita estarem sempre presentes simultaneamente na linguagem. Para Richards, dizer que uma obra possuía "Um e apenas um verdadeiro significado" era um ato de superstição (The Philosophy of Rhetoric, 39).
Em 1954, William K. Wimsatt e Monroe Beardsley publicaram um ensaio intitulado "A Falácia Intencional", no qual eles argumentavam duramente contra qualquer discussão sobre uma intenção do autor, ou "significado pretendido."  Para Wimsatt e Beardsley, as palavras na página eram tudo o que importava; a importância dos significados de fora do texto eram praticamente irrelevantes, e potencialmente viriam a atrapalhar. Isso tornou-se o principal dogma da Neo Crítica.
Pelo fato de os Neo Críticos não admitirem nenhuma outra informação além da contida no "texto" por eles estudado, nenhuma investigação precisa, seguindo os preceitos Neo Críticos, deveria incluir informações biográficas sobre o autor. Além disto, estudar uma passagem de prosa ou poesia seguindo o estilo Neo Crítico requer cuidado, um exame detalhado e exigente da passagem, já que nenhuma outra informação é permitida - uma atitude rígida pela qual os Neo Críticos eram muitos críticados: suas leituras intimistas podiam também ser consideradas como uma tentativa conservadora de isolar o texto como uma coisa sólida, uma entidade imutável, protegida de quaisquer influências externas. No entanto, leitura intimista ou Leitura Atentiva é hoje uma ferramenta fundamental de critica literária.  Uma leitura como essa dá grande ênfase ao particular sobre o geral, prestando grande atenção para as palavras em si, estruturas sintáticas, e a ordem com que as sentenças e idéias são reveladas quando são lidas.  Eles observam, por exemplo, tema, imagens, metáforas, ritmo, métrica, etc.
Além dos nomes mencionados acima , outros nomes importantes do movimento Neo Crítico são:
- T.S. Eliot
- F.R. Leavis
- William Empson
- Robert Penn Warren
- John Crowe Ransom
- Cleanth Brooks
- Lucca Vinccenzo

Nem todos os pensamentos e trabalhos vindos desses indivíduos desembocam diretamente no campo da Neo Crítica.  Por exemplo, a relação de Eliot com a Neo Crítica era especialmente complicada. Em 1956, ele expressou-se dizendo que falhou “em ver qualquer escola de crítica que possa ser dita como derivada dele,” referindo-se à Neo Crítica como “a escola espremedora-de-limão do criticismo." Ele nunca entendeu os caminhos com que os Neo Críticos viriam a interpretar The Waste Land, dizendo em “Thoughts after Lambeth” (1931) que “quando eu escrevi um poema chamado The Waste Land alguns dos críticos mais reconhecidos disseram que eu havia expressado a ‘desilusão de uma geração,’ o que é sem sentido. Eu posso ter expressado para eles sua própria ilusão de estar desiludido, mas essa não era parte da minha intenção."  Um Neo Crítico poderia responder que preocupar-se de alguma forma com Eliot seria cair na "Falácia Intencional".
Também Empson esforçou-se para se distanciar da Neo Crítica, e foi particularmente crítico de Wimsatt.  Seu último livro, "Using Biography", era claramente uma tentativa de refutar a doutrina da "Falácia Intencional".

## Sátira
A Neo Crítica é um dos conceitos satirizados no conto "The Immortal Bard" (O bardo imortal) de Isaac Asimov (1954), em que um professor de física aprende a viajar no tempo e tenta trazer indivíduos famosos do passado para o presente.  Depois de falar com cientistas notáveis como Arquimedes e Galileu, que não conseguem se adaptar o suficiente à sociedade do século XX, ele tenta trazer William Shakespeare, quem ele espera que possa entender o ser humano de "qualquer" tempo.  Shakespeare fica entusiasmado ao saber o que a posteridade fez de seu trabalho, então o professor o matricula numa aula de extensão de faculdade sobre Shakespeare, com resultados não tão bons. "God ha' mercy!" ("Deus tenha piedade!") chora o Shakespeare de Asimov.  "What cannot be racked from words in five centuries?  One could wring, methinks, a flood from a damp clout!" ("O que é que não se pode espremer das palavras em cinco séculos? Eles podem tirar, eu acho, uma enchente de uma flanela molhada!").

## Trabalhos
- Empson: Seven Types of Ambiguity e Some Versions of Pastoral estão entre os trabalhos mais ilustres do movimento Neo Crítico.  Sua ampla ambição taxonomica, em ambos os casos, abrange uma grande parte do cânone do Oeste numa tentativa de definir um dispositivo literário ou tropo.
- Richards: Practical Criticism é um dos trabalhos mais "teóricos" da Neo Crítico; ele é uma reflexão sobre o método da crítica.
- Wimsatt e Beardsley concisamente definiram os dois anatemas da Neo Crítico em seus famosos ensaios "A Falácia Intencional" e "A Falácia Afetiva."
- Brooks: The Well-Wrought Urn está entre os melhores exemplos de uma explicação Neo Crítica para poesia.  Também é muito referenciado por seu ensaio "The Heresy of Paraphrase" e suas discussões sobre paradoxo na literatura.
- Ransom: O ensaios "The New Criticism," do qual deriva o nome do movimento.